# 블루레이 협회

블루레이 협회(Blu-ray Disc Association, BDA)는 블루레이의 개발과 기술의 라이선싱, 블루레이에 들어가는 포맷의 기준 제시와, 블루레이 디스크의 산업 촉진 등을 목표로 하는 산업 컨소시엄이다. BDA는 이사회, 기여자, 그리고 일반적인 회원 등 모두 세 가지의 회원으로 나뉜다.
2002년 2월 19일, 블루레이 발기인인 MIT와 마쓰시타, 파이오니어, 필립스, 톰슨, LG 전자, 히타치, 삼성, 샤프, 그리고 소니로 구성된 9개의 전자회사들에 의해 2002년 5월에 설립되었다.. 그 뒤 블루레이 디스크의 "발기인"은 2004년 5월 18일 그들의 이름을 "블루레이 디스크 협회"로 변경하고, 더 많은 회사들을 블루레이 개발에 참여시켰다. 여기에 애플, TDK, 델, 휴렛 팩커드, 월트 디즈니 회사, 워너브라더스, 유니버설 뮤직이 참여하게 된다. 현재(2007년) 협회에는 250개의 회사들이 가입되어 있다.

## 회원

### 이사회
블루레이 협회의 웹사이트에서 블루레이 이사회에 대해 기술하고 있다.:

"이사회에 들어간 회사들은 블루레이에 들어갈 포맷을 제작하며, 중요 BDA 활동을 할 수 있으며 선거로 선출된다. 이사회는 전체적인 전략과 중요한 문제를 승인한다. 이사회 회원들은 모든 활동과 모임에 참석할 수 있다. 블루레이 디스크의 설립 회사들은 최초의 이사회를 만들었으며, 연회비로 5만 달러를 낸다.

현재 19개의 이사회 회원사(2009년 6월 기준)는 다음과 같다:
- 애플
- 델
- HP
- 히타치
- 인텔
- LG전자
- 미쓰비시 전자
- 파나소닉
- 파이오니아
- 로열 필립스 전자
- 삼성전자
- 샤프
- 소니
- 선 마이크로시스템즈
- TDK
- 테크니컬러 SA
- 20세기 폭스
- 월트 디즈니 동영상 그룹
- 워너 브로스 엔터테인먼트

### 기여자
블루웨이 협회의 웹사이트에는 기여자에 대해 기술하고 있다 :
"기여자는 블루레이에 들어갈 포맷을 제작하며, 중요 BDA 활동을 할 수 있으며, 이사회에 선출할 회사를 뽑는다. 기여자들은 일반적인 회의와 세미나, 기술 전문가 그룹(Technical Expert Groups ,TEGs)에 참여할 수 있으며 또한, 지역 촉진모임과 여러 위원회에 참여할 수 있다. 이 회원자격을 가질려면 기여 규정을 준수하며, 이사회에서 찬성해야 한다. 연회비는 2만 달러이다.
2009년 6월 기준 기여자는 다음과 같다.:
- 에이서 주식회사
- AMD
- 알메디오 주식회사
- 알티캐스트
- 아크소프트
- 오디오데브 AB
- 블루포커스 주식회사
- 브로드컴 주식회사
- 캐논 주식회사
- CESI 테크놀로지 주식회사
- 중국 후아루 그룹 주식회사
- CMC 마그네틱스 주식회사
- 코렐 주식회사
- 크립토그라피 리서치
- 사이버링크
- DCA 주식회사
- 디럭스 디지털 스튜디오 주식회사
- 돌비 연구소 주식회사
- 드리머 주식회사
- DTS 주식회사
- 이클립스 데이터 테크놀로지
- 프라운호퍼 IIS
- 후지필름
- 후지쓰 유한회사
- 후나이 전자 주식회사
- 깁슨 기타 주식회사
- 산업 기술 연구 학회
- 라이온스게이트 엔터테인먼트
- 라이트온 IT 주식회사
- 매크로비전 주식회사
- 마벨 인터네셔널 주식회사
- 미디어텍
- 머리디언 오디오
- 미쓰비시 카가쿠 미디어 주식회사
- 몬스터 케이블 프로덕츠
- 모저 베어 인도 유한회사
- NEC 전자 주식회사
- 네로 AG
- 엔비디아 주식회사
- 오스모시스 SA
- 패러마운트 픽쳐 주식회사
- 펄스텍 인더스트리얼 주식회사
- 리얼디
- 리텍
- 센시오 테크놀로지스 주식회사
- 시바소쿠 주식회사
- 시그마 디자인
- 싱귤러스 테크놀로지스
- 소닉 솔루션스
- ST 마이크로일렉트로닉스
- 선넥스트
- 다이요유덴 주식회사
- 테스트로닉 연구소 주식회사
- 유니버셜 스튜디오 홈 엔터테인먼트
- 일본 빅터 컴퍼니 유한회사 (JVC)
- 비저네어 주식회사
- 워너 뮤직 그룹
- 조란 주식회사